# Juranville
Juranville és un municipi francès, situat al departament del Loiret i a la regió de Centre – Vall del Loira. L'any 2007 tenia 470 habitants.

## Demografia

### Població
El 2007 la població de fet de Juranville era de 470 persones. Hi havia 178 famílies, de les quals 40 eren unipersonals (16 homes vivint sols i 24 dones vivint soles), 59 parelles sense fills, 75 parelles amb fills i 4 famílies monoparentals amb fills.
La població ha evolucionat segons el següent gràfic:
Habitants censats

### Habitatges
El 2007 hi havia 245 habitatges, 180 eren l'habitatge principal de la família, 50 eren segones residències i 15 estaven desocupats. 239 eren cases i 5 eren apartaments. Dels 180 habitatges principals, 156 estaven ocupats pels seus propietaris, 16 estaven llogats i ocupats pels llogaters i 8 estaven cedits a títol gratuït; 7 tenien dues cambres, 28 en tenien tres, 49 en tenien quatre i 95 en tenien cinc o més. 162 habitatges disposaven pel capbaix d'una plaça de pàrquing. A 79 habitatges hi havia un automòbil i a 92 n'hi havia dos o més.

### Piràmide de població
La piràmide de població per edats i sexe el 2009 era:
| Homes | Edats   | Dones |
| ----- | ------- | ----- |
| 4     | 95 o +  | 0     |
| 8     | 90 a 94 | 4     |
| 0     | 85 a 89 | 8     |
| 4     | 80 a 84 | 4     |
| 24    | 75 a 79 | 16    |
| 12    | 70 a 74 | 20    |
| 8     | 65 a 69 | 12    |
| 8     | 60 a 64 | 16    |
| 4     | 55 a 59 | 8     |
| 8     | 50 a 54 | 4     |
| 8     | 45 a 49 | 8     |
| 16    | 40 a 44 | 12    |
| 20    | 35 a 39 | 16    |
| 12    | 30 a 34 | 20    |
| 4     | 25 a 29 | 4     |
| 8     | 20 a 24 | 8     |
| 8     | 15 a 19 | 8     |
| 24    | 10 a 14 | 24    |
| 12    | 5 a 9   | 12    |
| 0     | 0 a 4   | 8     |

## Economia
El 2007 la població en edat de treballar era de 291 persones, 223 eren actives i 68 eren inactives. De les 223 persones actives 197 estaven ocupades (111 homes i 86 dones) i 26 estaven aturades (10 homes i 16 dones). De les 68 persones inactives 21 estaven jubilades, 25 estaven estudiant i 22 estaven classificades com a «altres inactius».

### Ingressos
El 2009 a Juranville hi havia 183 unitats fiscals que integraven 471 persones, la mediana anual d'ingressos fiscals per persona era de 18.489 €.

### Activitats econòmiques
Dels 18 establiments que hi havia el 2007, 4 eren d'empreses de fabricació d'altres productes industrials, 1 d'una empresa de construcció, 4 d'empreses de comerç i reparació d'automòbils, 2 d'empreses de transport, 1 d'una empresa financera, 1 d'una empresa immobiliària, 4 d'empreses de serveis i 1 d'una empresa classificada com a «altres activitats de serveis».
Dels 3 establiments de servei als particulars que hi havia el 2009, 1 era un taller de reparació d'automòbils i de material agrícola, 1 paleta i 1 agència immobiliària.
L'únic establiment comercial que hi havia el 2009 era una botiga de mobles.
L'any 2000 a Juranville hi havia 12 explotacions agrícoles.

## Poblacions més properes
El següent diagrama mostra les poblacions més properes.